# Іглв'ю (Пенсільванія)
Іглв'ю (англ. Eagleview) — переписна місцевість (CDP) в США, в окрузі Честер штату Пенсільванія. Населення — 2193 особи (2020).

## Географія
Іглв'ю розташований за координатами 40°3′34″ пн. ш. 75°40′51″ зх. д. / 40.05944° пн. ш. 75.68083° зх. д. (40.059376, -75.680765).  За даними Бюро перепису населення США в 2010 році переписна місцевість мала площу 3,51 км², з яких 3,47 км² — суходіл та 0,04 км² — водойми.

## Демографія
Згідно з переписом 2010 року, у переписній місцевості мешкали 1644 особи в 734 домогосподарствах у складі 474 родин. Густота населення становила 468 осіб/км².  Було 848 помешкань (242/км²).
Расовий склад населення:
| - 94,8 % — білих - 2,6 % — азіатів - 1,6 % — чорних або афроамериканців |

До двох чи більше рас належало 0,7 %. Частка іспаномовних становила 1,8 % від усіх жителів.
За віковим діапазоном населення розподілялося таким чином: 20,9 % — особи молодші 18 років, 63,1 % — особи у віці 18—64 років, 16,0 % — особи у віці 65 років та старші. Медіана віку мешканця становила 46,3 року. На 100 осіб жіночої статі у переписній місцевості припадало 84,7 чоловіків;  на 100 жінок у віці від 18 років та старших — 81,8 чоловіків також старших 18 років.
Середній дохід на одне домашнє господарство  становив 125 324 долари США (медіана — 110 128), а середній дохід на одну сім'ю — 144 062 долари (медіана — 128 571). Медіана доходів становила 107 500 доларів для чоловіків та 59 554 долари для жінок. За межею бідності перебувало 1,6 % осіб, у тому числі 0,0 % дітей у віці до 18 років та 0,0 % осіб у віці 65 років та старших.
Цивільне працевлаштоване населення становило 991 особа. Основні галузі зайнятості: освіта, охорона здоров'я та соціальна допомога — 22,6 %, фінанси, страхування та нерухомість — 17,3 %, виробництво — 17,0 %.